# Costanzo Balleri
Costanzo Balleri (Livorno, 20 agosto 1933 – Livorno, 2 novembre 2017) è stato un allenatore di calcio e calciatore italiano.

## Biografia
Anche il nipote David è stato un calciatore. È morto nella sua città il 2 novembre 2017 all'età di 84 anni, a seguito di una lunga malattia.

## Carriera

### Giocatore
Difensore di grande temperamento, noto con il soprannome di Lupo, cresce calcisticamente nel Livorno e pare destinato a una carriera di secondo piano in Serie B in coppia con Picchi come terzino. La svolta avviene nel 1959 quando Paolo Mazza acquista entrambi i terzini e li lancia in Serie A. Sarà un grande successo, la SPAL arriverà quinta e Picchi andrà all'Inter mentre Balleri approderà al Torino.
Nel novembre del 1960 però Helenio Herrera si convincerà a ricostruire la coppia Picchi-Balleri e insisterà per averlo. Angelo Moratti lo asseconderà e Balleri esordirà con la maglia neroazzurra il 20 novembre 1960 nel vittorioso derby con il Milan. Per Balleri, che sempre a novembre di quell'anno aveva ritrovato anche l'altro ex spallino Morbello, l'avventura interista durerà due anni e a Milano giocherà 45 partite di campionato, 11 in Coppa delle Fiere e 2 in Coppa Italia segnando una rete. Nel novembre del 1962 andrà al Modena sempre in Serie A e con i "canarini" resterà due anni iniziando a giocare da libero.
Poi, sempre a novembre, nel 1964 Balleri ritornò alla SPAL in Serie B per sostituire come libero il grande Sergio Cervato che si era ritirato a seguito di un infortunio. Successivamente, completando la carriera a ritroso, di nuovo a Livorno – dove, con 197 presenze, è l'ottavo giocatore amaranto di tutti i tempi per presenze in campionato – e infine in Serie D con il Montevarchi dove chiuse con il calcio giocato.
Nel 2023 viene inserito tra gli eletti della Hall of fame dell'Aquila Montevarchi

### Allenatore
Carriera a ritroso quella di allenatore in quanto iniziò - facendo l'allenatore/giocatore - con il Montevarchi (dove è tornato ben 4 volte ottenendo 3 promozione dalla D alla C risultando a oggi l'Allenatore per antonomasia dei rossoblu) per passare poi al Livorno tra Serie B e Serie C. Allenerà poi il Perugia, il Campobasso e la Sangiovannese.

## Palmarès

### Giocatore
- Campionato italiano Serie D: 1

Montevarchi: 1969-1970 (girone E)

### Allenatore
- Campionato italiano Serie D: 1

Campobasso: 1974-1975 (girone H)